# Seleção Espanhola de Voleibol Masculino
A Seleção espanhola de voleibol masculino é uma equipe europeia composta pelos melhores jogadores de voleibol da Espanha. A equipe é mantida pela Real Federação Espanhola de Voleibol (em castelhano:  Real Federación Española de Voleibol, RFEVB). Encontra-se na 33ª posição do ranking mundial da FIVB segundo dados de 16 de setembro de 2023.

## Histórico

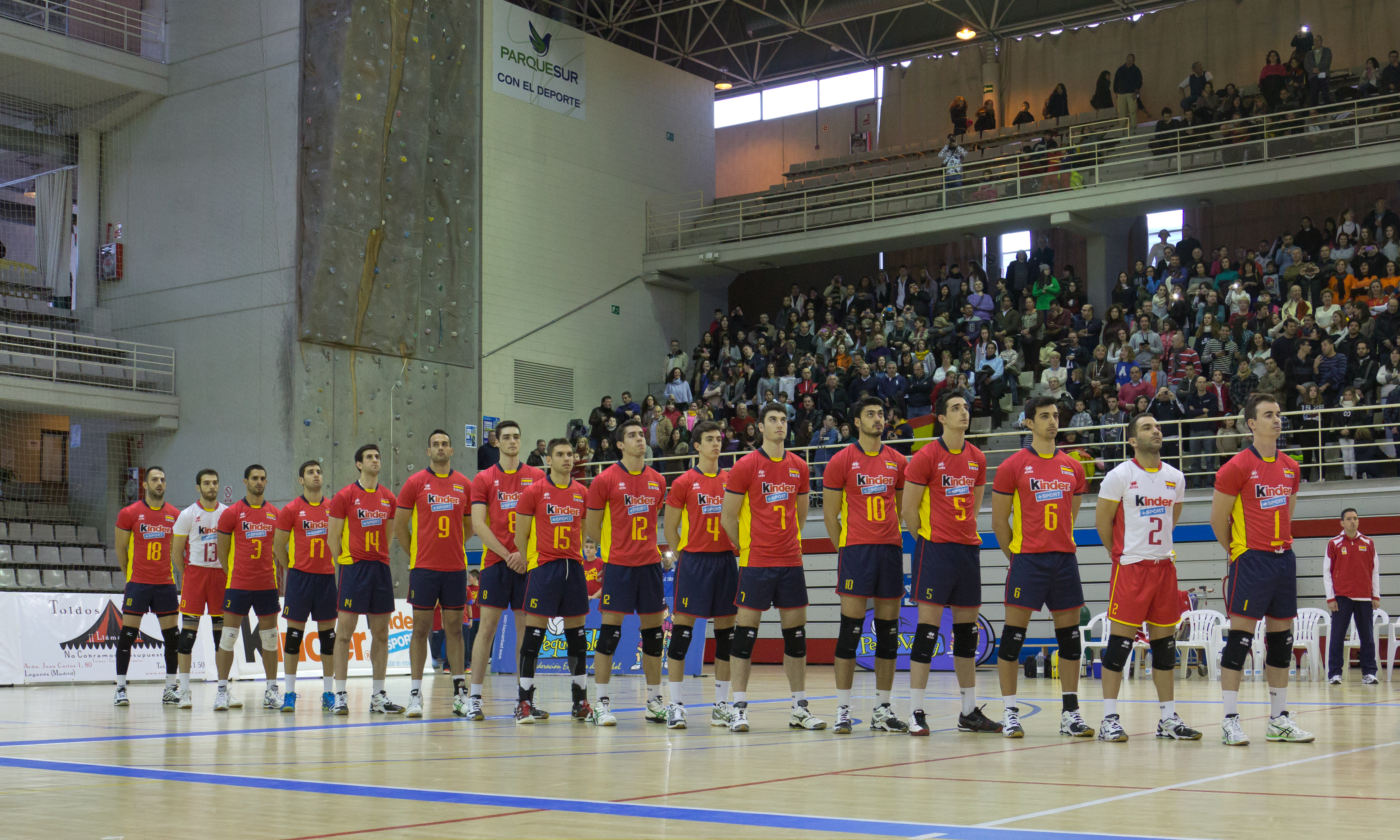
Seleção espanhola em 2013.

O voleibol chegou à Espanha em meados de 1920 por influência da Europa Ocidental como um jogo recreativo praticado nas praias catalãs. Apesar da pouca prática do voleibol a Escola de Educação Física de Toledo edita em 1925 o primeiro regulamento de voleibol, traduzido daquele que se utilizava até então em outros países europeus. Desde o final da Guerra Civil Espanhola, período no qual o esporte profissional começou a se desenvolver no país, o voleibol, apesar de não ser tratado como esporte, começou a ser praticado em nível escolar através da Frente de Juventude e da Seleção Feminina. Cerca de 7 a 8 anos depois as autoridades esportivas espanholas perceberam que o voleibol era praticado por todo o território do país e que, por outro lado, era um esporte com uma federação internacional (FIVB) contendo um grande número de países afiliados e com projeção de ser incluído no Comitê Olímpico Internacional (1957). Logo foi proposta a organização oficial do voleibol criando seus órgãos responsáveis em nível nacional e provincial. Entretanto, a organização do esporte espanhol não criou uma federação espanhola de voleibol, mas agregou o esporte à federação de handebol. Durante este período (1948-50) houve pouca atividade, pois a federação de handebol já era responsável por duas outras modalidades: o handebol de quadra e o de campo; portanto, não tinha condições de estruturar outro esporte que não era nem parecido com os seus.

### O voleibol na federação de basquetebol
No início dos anos 50 a Delegação Nacional de Esportes pediu à Federação Espanhola de Basquetebol que enquadrasse dentro de sua tutela o voleibol. A princípio houve certa resistência da federação, pois esta possuía muitas atividades e não sabiam se poderiam atender este esporte. A Delegação Nacional de Esportes, com ânimo de acelerar a entrada do país na marcha do voleibol, determinou que a Federação Espanhola de Basquetebol deveria regir o voleibol espanhol, recebendo a ajuda econômica correspondente. A delegação também pediu que a federação da basquete propusesse um plano de organização viável e compatível de modo que, na próxima temporada (1950-51) já se organizassem campeonatos oficiais no país.

### Publicação das primeiras normas de jogo
As regras do jogo das quais se tinha conhecimento na Espanha não eram as vigentes naquele momento. A atualização foi possível devido à ação do jornalista Josechu Piñedo. Este quando se dirigiu à federação de basquete pedindo informações sobre o voleibol foi informado que não havia nenhuma documentação ou informação técnica sobre o mesmo. Daí, por sua própria sugestão, o jornalista aproveitou uma viagem à Paris e tendo a oportunidade de contatar a Federação Francesa de Voleibol a fim de obter o máximo de informações possível. Na volta, um dos documentos que trouxe consigo era o regulamento oficial vigente, redatado no Congresso de Praga em 1949, o qual foi utilizado no primeiro Campeonato Mundial de Voleibol.

### Primeiro campeonato de voleibol masculino federado da Espanha
A estrutura do voleibol na Espanha se deve, em grande parte, à possibilidade de se utilizar as mesmas estruturas da federação de basquete, esporte muito praticado na Espanha e com todo seu organograma federativo em funcionamento. Foi um período de muita atividade e colaboração de todos os envolvidos e conseguindo um dos seus propósitos mais interessantes: o primeiro Campeonato Espanhol de Voleibol Federado, participando da fase final, em Madri, as seguintes equipes:
- Agrupación Deportiva Bomberos (Barcelona);
- Club Natación Canoe (Madrid);
- Club Galgo (Toledo).

A equipe da Agrupación Deportiva Bomberos se sagrou o primeiro campeão espanhol de voleibol.

### Ingresso da Espanha na FIVB
Em fevereiro de 1953 o Comitê Diretivo da Federação Espanhola de Basquetebol aceitou efetuar os trâmites necessários para afiliar sua Seção de Voleibol à Federação Internacional de Voleibol.

### A Seção de Voleibol passa à Federação Espanhola de Rugby
Depois dos primeiros anos (1950-56) que a federação de basquete conseguiu fazer com que o voleibol começasse a funcionar seguiu-se um período de diminuição do interesse e falta de organização das federações provinciais. A federação de basquete manifestou-se dizendo que não poderia realizar mais esforços que aquele que a boa vontade dos diretores comprometidos permitisse e dos poucos meios que dispunha a seção. Antes do início da temporada 1958-59 houve uma reunião entre um grupo de federações e da Delegação Nacional de Esportes por um lado, o chefe de federações e o vice-presidente da Seção de Voleibol e do outro lado, o presidente da Federação Espanhola de Rugby. Decidiu-se integral o voleibol dentro da estrutura da federação de rugby, mantendo a mesma estrutura e organização que havia na federação de basquete. O certo é que não houve apenas atividade esportiva; tampouco, e para salvar a continuidade, foi celebrado o IX Campeonato Espanhol.

### Criação da Real Federação Espanhola de Voleibol
No início da temporada 1959-60 a federação de basquete comunica às autoridades que a decisão tomada no ano anterior não se fez realidade e que a Seção de Voleibol não se integrou à federação de rugby. Daí, em 1959, a Delegação Nacional de Esportes decide criar a Real Federação Espanhola de Voleibol, cujo presidente será dom Benito López Arjona, que vinha desempenhando a vice-presidência da Seção desde 1950. No dia 26 de janeiro de 1960, a Real Federação Espanhola de Voleibol tornava-se constituída em sua primeira reunião como órgão federativo.

## Resultados obtidos nos principais campeonatos

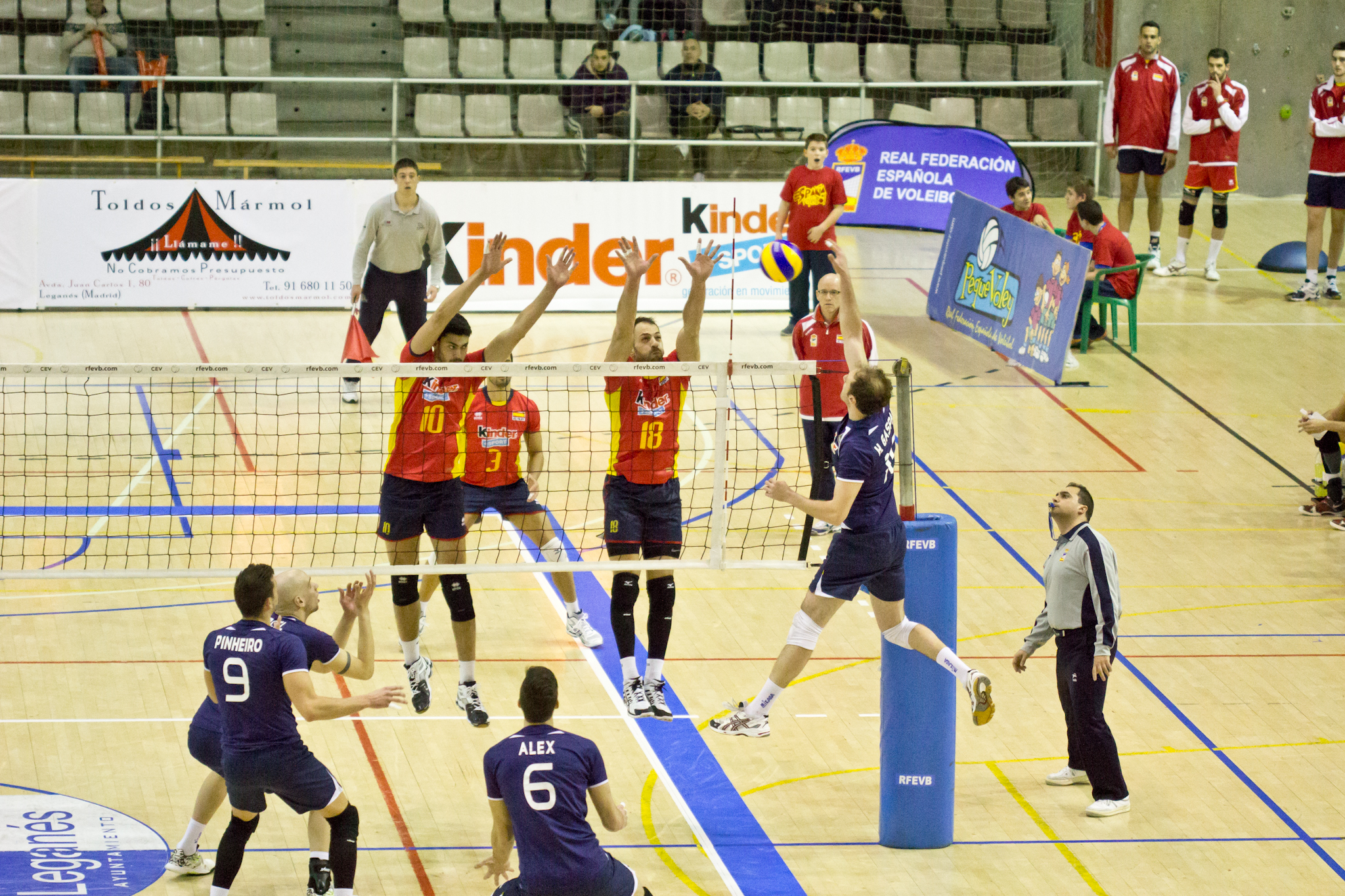
Partida entre a seleção espanhola (vermelho) e a seleção portuguesa (azul) em 2013.

### Jogos Olímpicos
| Ano  | Sede      | Colocação |
| ---- | --------- | --------- |
| 1992 | Barcelona | 8º        |
| 2000 | Sydney    | 9º        |

### Campeonato Mundial
| Ano  | Sede      | Colocação |
| ---- | --------- | --------- |
| 1998 | Japão     | 8º        |
| 2002 | Argentina | 13º       |
| 2010 | Itália    | 12º       |

### Copa do Mundo
| Ano  | Sede  | Colocação |
| ---- | ----- | --------- |
| 1999 | Japão | 6º        |
| 2007 | Japão | 5º        |

### Copa dos Campeões
A seleção espanhola nunca participou da Copa dos Campeões.

### Liga das Nações
A seleção espanhola nunca participou da Liga das Nações.

### Liga Mundial
| Ano  | Sede                  | Colocação |
| ---- | --------------------- | --------- |
| 1995 | Rio de Janeiro        | 7º        |
| 1996 | Roterdã               | 10º       |
| 1997 | Moscou                | 9º        |
| 1998 | Milão                 | 8º        |
| 1999 | Mar del Plata         | 5º        |
| 2000 | Roterdã               | 11º       |
| 2001 | Katowice              | 9º        |
| 2002 | Belo Horizonte–Recife | 5º        |
| 2003 | Madri                 | 5º        |
| 2004 | Roma                  | 7º        |
| 2008 | Rio de Janeiro        | 13º       |
| 2014 | Florença              | 25º       |
| 2015 | Rio de Janeiro        | 25º       |
| 2016 | Cracóvia              | 32º       |
| 2017 | Curitiba              | 26º       |

### Campeonato Europeu
| Ano  | Sede                                            | Colocação |
| ---- | ----------------------------------------------- | --------- |
| 1981 | Bulgária                                        | 12º       |
| 1985 | Países Baixos                                   | 12º       |
| 1987 | Bélgica                                         | 12º       |
| 1993 | Finlândia                                       | 11º       |
| 2003 | Alemanha                                        | 8º        |
| 2005 | Itália / Sérvia e Montenegro                    | 4º        |
| 2007 | Rússia                                          | 1º        |
| 2009 | Turquia                                         | 9º        |
| 2017 | Polónia                                         | 16º       |
| 2019 | Bélgica / Eslovênia / França / Países Baixos    | 15º       |
| 2021 | Chéquia / Estónia / Finlândia / Polónia         | 20º       |
| 2023 | Bulgária / Israel / Itália / Macedônia do Norte | 17º       |

### Liga Europeia
| Ano  | Sede         | Colocação |
| ---- | ------------ | --------- |
| 2005 | Kazan        | 3º        |
| 2006 | İzmir        | 6º        |
| 2007 | Portimão     | 1º        |
| 2009 | Portimão     | 2º        |
| 2010 | Guadalajara  | 2º        |
| 2011 | Košice       | 2º        |
| 2012 | Ancara       | 3º        |
| 2013 | Marmaris     | 6º        |
| 2018 | Karlovy Vary | 9º        |
| 2019 | Tallinn      | 6º        |
| 2021 | Kortrijk     | 8º        |
| 2022 | Varaždin     | 7º        |
| 2024 | Osijek       | 6º        |

### Jogos Europeus
A seleção espanhola nunca participou dos Jogos Europeus.

### Jogos do Mediterrâneo
| Ano  | Sede                  | Classificação |
| ---- | --------------------- | ------------- |
| 1975 | Beirute               | 7º            |
| 1979 | Bari                  | 6º            |
| 1983 | Casablanca            | 6º            |
| 1987 | Lataquia              | 1º            |
| 1991 | Atenas                | 3º            |
| 1993 | Languedoque-Rossilhão | 2º            |
| 2001 | Túnis                 | 5º            |
| 2005 | Almeria               | 2º            |
| 2009 | Pescara               | 2º            |
| 2018 | Tarragona             | 2º            |
| 2022 | Orã                   | 2º            |

## Elenco atual
Lista de jogadores de acordo com a última convocação para os Jogos do Mediterrâneo de 2022:

Técnico:  Miguel Rivera Rodríguez
| Camisa | Nome                         | Posição    | Altura (m) | Clube atual                          |
| ------ | ---------------------------- | ---------- | ---------- | ------------------------------------ |
| 1      | Francisco Iribarne           | ponteiro   | 1,99       | Helios Grizzlies Giesen              |
| 3      | Víctor Rodríguez Pérez       | ponteiro   | 2,01       | Grand Nancy Volley-Ball              |
| 6      | Borja Ruiz                   | central    | 2,04       | Club Voleibol Guaguas                |
| 7      | Jordi Ramón Ferragut         | ponteiro   | 1,94       | Narbonne Volley                      |
| 8      | Unai Larrañaga Ledo          | líbero     | 1,78       | Feníe Energía Mallorca Voley Palma   |
| 12     | Jean Pascal Diedhiou         | central    | 2,10       | Melilla Sport Capital                |
| 15     | José María Giménez Hernández | ponteiro   | 1,85       | Feníe Energía Mallorca Voley Palma   |
| 16     | Andrés Villena               | oposto     | 1,95       | Pamesa Teruel Voleibol               |
| 20     | Alvaro Gimeno Rubio          | oposto     | 2,07       | Saint-Nazaire Volley-Ball Atlantique |
| 21     | César Martín Pérez           | levantador | 1,87       | Club Voleibol Guaguas                |
| 24     | David López Alacio           | central    | 1,96       | Melilla Sport Capital                |
| 77     | Miguel De Amo                | levantador | 1,87       | Club Voleibol Guaguas                |